# Collada de Toses
Der Collada de Toses ist eine 1790 Meter hohe Passstraße im spanischen Teil der Pyrenäen. Er befindet sich in Katalonien in der Provinz Girona und verbindet über die N-260 die Gemeinde Ribes de Freser im Osten mit Fontanals de Cerdanya im Westen. In unmittelbarer Nähe zur Passhöhe befindet sich der Wintersportort La Molina, das über die GI-400 erreicht werden kann.

## Auffahrt
Die Ostauffahrt von Ribes de Freser ist 25,1 Kilometer lang und weist eine durchschnittliche Steigung von 3,5 % auf. Die Auffahrt verläuft entlang des Rigard, wobei die Ortschaft Planoles nach rund sieben Kilometern durchfahren wird. Die Steigungsprozente liegen meist bei rund 4 %, ehe die letzten vier Kilometer nahezu flach verlaufen.
Die Westauffahrt von Fontanals de Cerdanya ist 21,4 Kilometer lang und weist eine durchschnittliche Steigung von 3,2 % auf. Sie beginnt bei der Kreuzung aus C-162 und N-260. Die höchsten Steigungsprozente werden bereits früh erreicht, wobei die Straße kurz nach Urtx für drei Kilometer mit rund 6 % ansteigt. Sonst führt die Straße mit etwa 4 % bergauf, ehe sie zwölf Kilometer vor der Passhöhe zunehmend abflacht. Nach einem kurzen Flachstück weisen die letzten zehn Kilometer eine durchschnittliche Steigung von weniger als 3 % auf.
Alternativ kann der Collada de Toses auch über die GI-400 erreicht werden, die von Alp über La Molina auf die Passhöhe führt. Eine weitere Auffahrtsmöglichkeit stellt die steile Carretera de Toses von Toses dar, die jedoch über den höheren Kreuzungspunkt La Colladeta führt.

## Radsport

### Tour de France
Die Tour de France führte erstmals im Jahr 1957 über den Collada de Toses. Damals wurde auf der 16. Etappe die Ostauffahrt von Ribes de Freser befahren, ehe es über den Col de Puymorens (1915 m) nach Ax-les-Thermes ging. Der Franzose Jean Bourlès sicherte sich die Bergwertung der 2. Kategorie, ehe er auch die Etappe für sich entschied.
In den Jahren 1965 und 1968 kehrte die Frankreich-Rundfahrt zu dem spanischen Pass zurück, wobei der Pass beide Male aus westlicher Richtung erreicht wurde. Im Jahr 1968 führte die Streckenführung über die anspruchsvollere Carrer Paborde.
| Jahr | Etappe     | Bergwertung  | Fahrer             | Auffahrt                   |
| ---- | ---------- | ------------ | ------------------ | -------------------------- |
| 1957 | 16. Etappe | 2. Kategorie | Jean Bourlès       | Ost (über N-260)           |
| 1965 | 11. Etappe | 1. Kategorie | José Pérez Francés | West (über N-260)          |
| 1968 | 14. Etappe | 3. Kategorie | Aurelio González   | West (über Carrer Paborde) |

### Vuelta a España
Im Jahr 1964 und somit sieben Jahre nach der Tour de France führte auch die Vuelta a España erstmals über den Collada de Toses. Der Pass stellte damals den letzten Anstieg der 5. Etappe dar, die in Puigcerdà zu Ende ging. Die Bergwertung der 1. Kategorie sicherte sich der Spanier Fernando Manzaneque, ehe sein Landsmann Julio Jiménez die Etappe gewann.
Die zweite Überquerung folgte im Jahr 1965 als der Pass über die steilere Carretera de Toses erreicht wurde, die auf den letzten drei Kilometern zum Kreuzungspunkt La Colladeta mit rund 10 % ansteigt. Im Anschluss führte die Strecke über den Col de Puymorens (1915 m) und Port d’Envalira (2408 m) nach Andorra. Im Jahr 1967 wurde erneut die Ostauffahrt über die Carretera de Toses genutzt. Die bislang letzte Befahrung des Collada de Toses im Rahmen der Vuelta a España fand im Jahr 2005 statt, als der Pass aus östlicher Richtung als Bergwertung der 2. Kategorie über die flachere N-260 erreicht wurde.
Im Jahr 2025 soll die 6. Etappe der Spanien-Rundfahrt erneut über den Collada de Toses führen. Er wird in der ersten Rennhälfte über die klassische Ostauffahrt erreicht und gilt als Bergwertung der 1. Kategorie, ehe die Etappe mit einer Bergankunft in Andorra zu Ende geht.
| Jahr | Etappe     | Bergwertung  | Fahrer                         | Auffahrt                      |
| ---- | ---------- | ------------ | ------------------------------ | ----------------------------- |
| 1964 | 5. Etappe  | 1. Kategorie | Fernando Manzaneque            | Ost (über N-260)              |
| 1965 | 11. Etappe | 1. Kategorie | Antonio Gómez del Moral        | Ost (über Carretera de Toses) |
| 1967 | 11. Etappe | 1. Kategorie | Mariano Díaz                   | Ost (über Carretera de Toses) |
| 2005 | 10. Etappe | 2. Kategorie | Miguel Angel Martín Perdiguero | Ost (über N-260)              |
| 2025 | 6. Etappe  | 1. Kategorie |                                | Ost (über N-260)              |